# NFS1
NFS1‏ (NFS1, cysteine desulfurase) هوَ بروتين يُشَفر بواسطة جين NFS1 في الإنسان.